# Груздевка (Павлодарская область)
Груздевка (каз. Груздевка) — село в Железинском районе Павлодарской области Казахстана. Входит в состав Прииртышского сельского округа. Код КАТО — 554259300.

## История
Основано в 1914 г. В 1924 г. селение Груздевское (Кишкине-Кургуль) состояло из 31 двора. Входило в состав Урлютюпской волости Павлодарского уезда Семипалатинской губернии.

## Население
В 1999 году население села составляло 110 человек (52 мужчины и 58 женщин). По данным переписи 2009 года, в селе проживало 65 человек (39 мужчин и 26 женщин).